# Montrose-Ghent
Montrose-Ghent is een plaats (census-designated place) in de Amerikaanse staat Ohio, en valt bestuurlijk gezien onder Summit County.

## Demografie
Bij de volkstelling in 2000 werd het aantal inwoners vastgesteld op 5261.

## Geografie
Volgens het United States Census Bureau beslaat de plaats een oppervlakte van
24,6 km², waarvan 24,4 km² land en 0,2 km² water.

## Plaatsen in de nabije omgeving
De onderstaande figuur toont nabijgelegen plaatsen in een straal van 12 km rond Montrose-Ghent.